# Dieter Kehler
Dieter Kehler (* 26. Dezember 1949 in Berlin) ist ein deutscher Regisseur.

## Leben und Wirken
Kehler studierte bis 1972 Theaterwissenschaften an der FU Berlin. Nach Abschluss des Studiums widmete er sich zunächst der klassischen Bühneninszenierung. Ende der 1970er Jahre wechselte Kehler dann zum Film und führte zwischen 1979 und 1982 Regie bei der Fernsehserie St. Pauli Landungsbrücken. Es folgten verschiedene Engagements bei Film- und Serienprojekten, bis Kehler schließlich 1996 als Regisseur für diverse Rosamunde-Pilcher-Verfilmungen eingesetzt wurde. Bis 2015 entstanden insgesamt 35 Episoden der Filmreihe unter seiner Regie. Während dieser Zeit erfolgten auch weitere Engagements bei Fernsehproduktionen wie beispielsweise Kreuzfahrt ins Glück, Die Rosenheimcops und Im Tal der wilden Rosen.

## Filmographie (Auswahl)
- 1979: Lokalseite unten links (2 Episoden)
- 1972–1982: St. Pauli Landungsbrücken (7 Episoden)
- 1982: Unheimliche Geschichten (7 Episoden)
- 1983: Weißblaue Geschichten (4 Episoden)
- 1988: Sandkasten-Djangos (6 Episoden)
- 1988–1989: Drei Damen vom Grill (13 Episoden)
- 1991: Tatort: Finale am Rothenbaum
- 1995: Zwei alte Hasen (4 Episoden)
- 1995–1997: Der Mond scheint auch für Untermieter (15 Episoden)
- 1997–1998: Unser Charly (3 Episoden)
- 2002: Die Rosenheim Cops (4 Episoden)
- 2006–2007: Im Tal der Wilden Rosen (3 Episoden)
- 2010–2013: Kreuzfahrt ins Glück (4 Episoden)
- 1996–2015: Rosamunde Pilcher (35 Episoden)

## Auszeichnung
- Deutscher Kinopreis 1993